# Steinacher Forst rechts der Saale
Steinacher Forst rechts der Saale är ett kommunfritt område i Landkreis Rhön-Grabfeld i Regierungsbezirk Unterfranken i förbundslandet Bayern i Tyskland.